# أميرة حنفي
أميرة حنفي (مواليد 1979) هي شاعرة وفنانة أمريكية المولد نشرت العديد من الأعمال الأدبية الإلكترونية. تحمل الجنسيتين الأمريكية والمصرية. معجم الثورة، عمل إبداعي أكملته في عام 2017، يوثق الانتفاضة المصرية عام 2011. كانت الحائزة على جائزة الكتابة الإعلامية الجديدة لعام 2018 وجائزة المكتبة العامة الدنماركية لعام 2019 للأدب الإلكتروني.

## سيرة شخصية
ولدت أميرة حنفي في ولاية فيرمونت عام 1979، وتستقر في القاهرة منذ عام 2010. تركز مشاركتها في الشعر والثقافة والفن على اهتمامها بالعمل مع اللغة. إنجليزي مفروم (2010) عبارة عن كلية مبنية على جمعيات تضم 29 مصطلحًا للأشخاص من أعراق مختلطة. تعرض الصفحات جملًا تستحضر اللون والعنف لجميع العلاقات التي تظهر، وتكشف كيف تكمن الثقافة المهيمنة وراء اللغة. وبالمثل، فإن التزوير (2011)، بالاعتماد على اللغة المرتبطة بالكلمة الرئيسية "فينكل"، يركز على صناعة الفولاذ في شيكاغو التي يبلغ عمرها 130 عامًا والتي أسسها المهاجر الألماني أنطون فينكل من شركة أ. فينكل وأولاده ستيل.
نُشر في عام 2020 باللغتين الإنجليزية والعربية، معجم الثورة للكشف عن تفاصيل ثورة 2011 بناءً على اجتماعات مع 200 شخص من ست مناطق مصرية. طالبهم حنفي باختيار واحدة من 160 كلمة تتعلق بالثورة والتعبير عن ردود أفعالهم. تم نسج ردودهم في شبكة من القصص متعددة الأصوات للحدث. في عام 2018، حصل العمل على جائزة الكتابة الإعلامية الجديدة بالتعاون بين جامعة بورنماوث و إذا:كتاب المملكة المتحدة. في مايو 2019، تم منحها جائزة المكتبة العامة الدنماركية للأدب الإلكتروني.

## روابط خارجية
- موقع أميرة حنفي